# Vlag van Doorn

Vlag van de gemeente Doorn (1991-2006)

Vlag van Doorn
(1962-1991)

De vlag van Doorn is op 29 januari 1991 bij raadsbesluit vastgesteld als de gemeentevlag van de Utrechtse gemeente Doorn. De vlag kan als volgt worden beschreven:
Acht banen van gelijke hoogte van wit en rood, met in de broektop een vierkant met zijden van de helft van de vlaghoogte, met daarop een zesspakig wiel van geel.
De kleuren van de vlag zijn ontleend aan het gemeentewapen, evenals de banen en het wiel. Het ontwerp was van drs. H. van Heijningen.
Op 1 januari 2006 is Doorn opgegaan in de gemeente Utrechtse Heuvelrug. De vlag is daardoor als gemeentevlag komen te vervallen.

## Voorgaande vlag
Op 16 april 1962 werd een vlag aangenomen die als volgt wordt beschreven:
Vierkant, gekwartileerd van rood met 3 gele zesspakige raderen, geplaatst 2 en 1, en van 8 evenhoge banen van wit en rood.
Dit komt overeen met het beeld van het gemeentewapen.

## Verwante afbeelding

Het wapen van Doorn

Amerongen 
· Benschop 
· Breukelen 
· Doorn 
· Driebergen-Rijsenburg 
· Harmelen 
· Jutphaas 
· Kamerik 
· Kockengen 
· Leersum 
· Linschoten 
· Loenen 
· Loosdrecht 
· Maarn 
· Maarssen 
· Maartensdijk 
· Mijdrecht 
· Polsbroek 
· Snelrewaard 
· Stoutenburg 
· Vianen 
· Vinkeveen en Waverveen 
· Vleuten-De Meern 
· Vreeswijk 
· Wilnis 
· Zegveld 
· Zuilen